# ヤコブ・アガム
ヤコブ・アガム（ヤーコブ・アガム、ヘブライ語：ייעקב אגם, アルファベット表記：Yaacov Agam、本名：Yaacov Gipstein、ヤーコブ・ギプステイン、1928年5月11日 - ）はイスラエルの彫刻家で、オプ・アートやキネティック・アートへの貢献で知られる実験芸術家。

## 経歴
アガムはイスラエルのリション・レジオン（当時はイギリス委任統治下のパレスチナ British Mandate of Palestine）の宗教的な一家に生まれた。エルサレムのベツァレル美術デザイン学院（Bezalel Academy of Art and Design）で絵を学び、その後、チューリッヒ、それからパリに移り住んだ。1953年にGalerie Gravenで最初の個展を開き、1955年にはドニーズ・ルネ画廊の「Le Mouvement」展で、ヘスス・ラファエル・ソト（Jesús Rafael Soto）、カルロス・クルス＝ディエス（Carlos Cruz-Díez）、ポル・ビュリ（Pol Bury）、アレクサンダー・カルダー、ジャン・ティンゲリーと並ぶキネティック・アートのパイオニアの1人であることを自覚した。
アガムの作品は通常、運動、見物人の参加、光と音響の頻繁な使用を伴う抽象的なキネティック・アートである。有名な作品では、『Double Metamorphosis III』（1965年）、『Visual Music Orchestration』（1989年）、パリ近郊のラ・デファンス地区の噴水（1975年）、テルアビブのザイゼンゴッフ広場の噴水（1986年）といったものがある。他にもアガムはこれは見る角度によって違ったイメージを見せるレンチキュラーを使った「アガモグラフ（Agamograph）」という印刷で知られている。アラバマ州バーミングハムのCallahan Eye Foundation Hospitalのファサードを飾る『Complex Vision』（1969年）にはレンチキュラーの手法が9.14m X 9.14mの巨大なスケールで使われている。
1996年、アガムは子供のための視覚教育「Agam Method」で、ユネスコからJan Amos Comenius Medalを授与された。